# Kartusz (hieroglif)
|                |     |    |     |
| \| \| \| \| \| |     |    |     |
|                |     |    |     |
| Aa1            | G43 | I9 | G43 |

| Aa1 | G43 | I9 | G43 |

|                |     |    |     |
| \| \| \| \| \| |     |    |     |
|                |     |    |     |
| Aa1            | G43 | I9 | G43 |

| Aa1 | G43 | I9 | G43 |

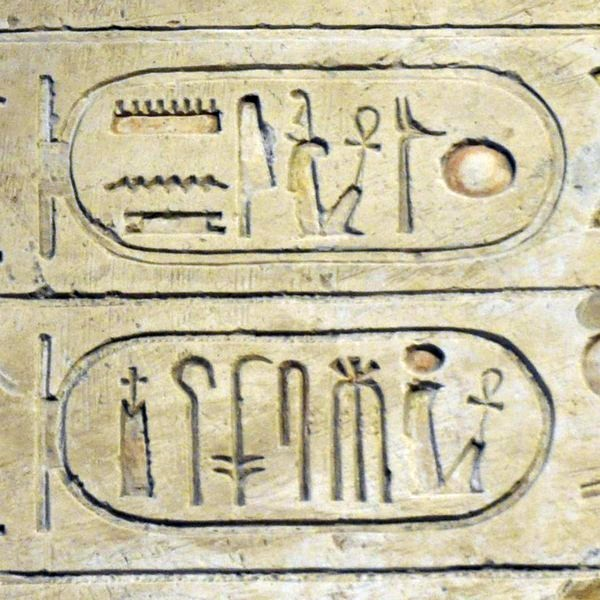
Kartusz faraona Ramzesa III

Kartusz – w starożytnym Egipcie magiczna pętla-węzeł szen, oznaczająca „Uniwersum”. Dosłownie w języku egipskim „kartusz” to szenu, słowo o takim samym rdzeniu jak szeni „otaczać”.
Pierwotnie kartusz był kołem, w którym umieszczano imię króla, wchodzące w skład Królewskiego Protokołu. Koło to mogło oznaczać dysk solarny lub „wszystko, co oznacza słońce”, czyli świat, którym rządził faraon. Bardzo wcześnie owo koło wydłużyło się, aby móc objąć całe imię władcy. Znane są bardzo rzadkie przykłady okrągłych kartuszy.
Kartusze pojawiały się jako podwójny sznur z zawiązanymi dwoma końcami lub jako pusta pieczęć. Służyły do identyfikacji władcy; umieszczane były na papirusach, stelach, reliefach w świątyniach, malowidłach ściennych w grobowcach i w formie pieczęci (np. odciskane w świeżej zaprawie po zamknięciu królewskiego grobowca).